# HD 103026
HD 103026，又名CD-30 9506，SAO 202883、HR 4548，是一颗恒星，视星等为5.85，位于銀經288.08，銀緯30.31，其B1900.0坐标为赤經11h 46m 38s，赤緯-30° 30.31′ 14″。